# Oldsmobile Cutlass (1964)
Oldsmobile Cutlass – samochód osobowy klasy wyższej produkowany pod amerykańską marką Oldsmobile w latach 1964 – 1981.

## Pierwsza generacja

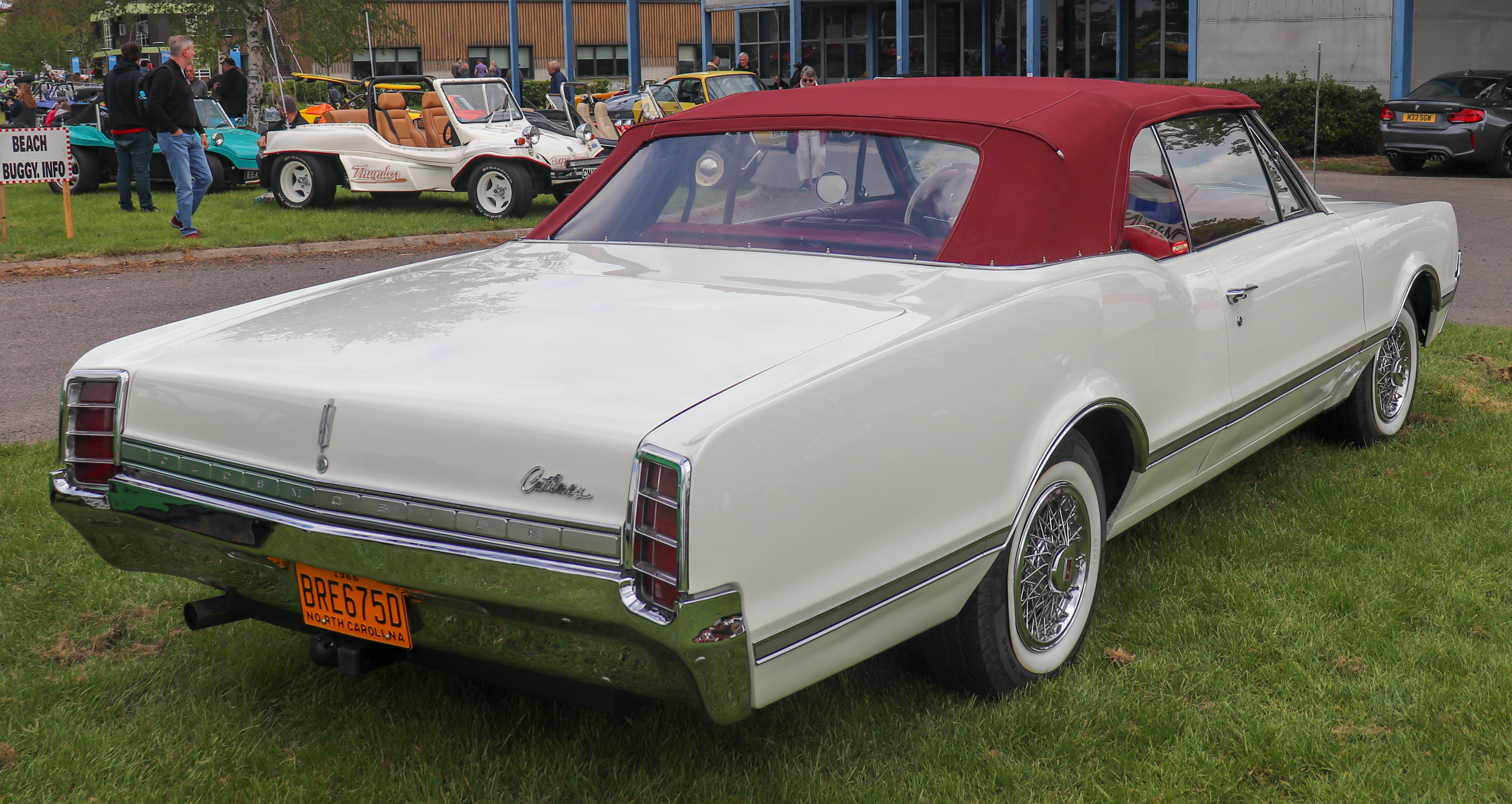
Oldsmobile Cutlass I - tył

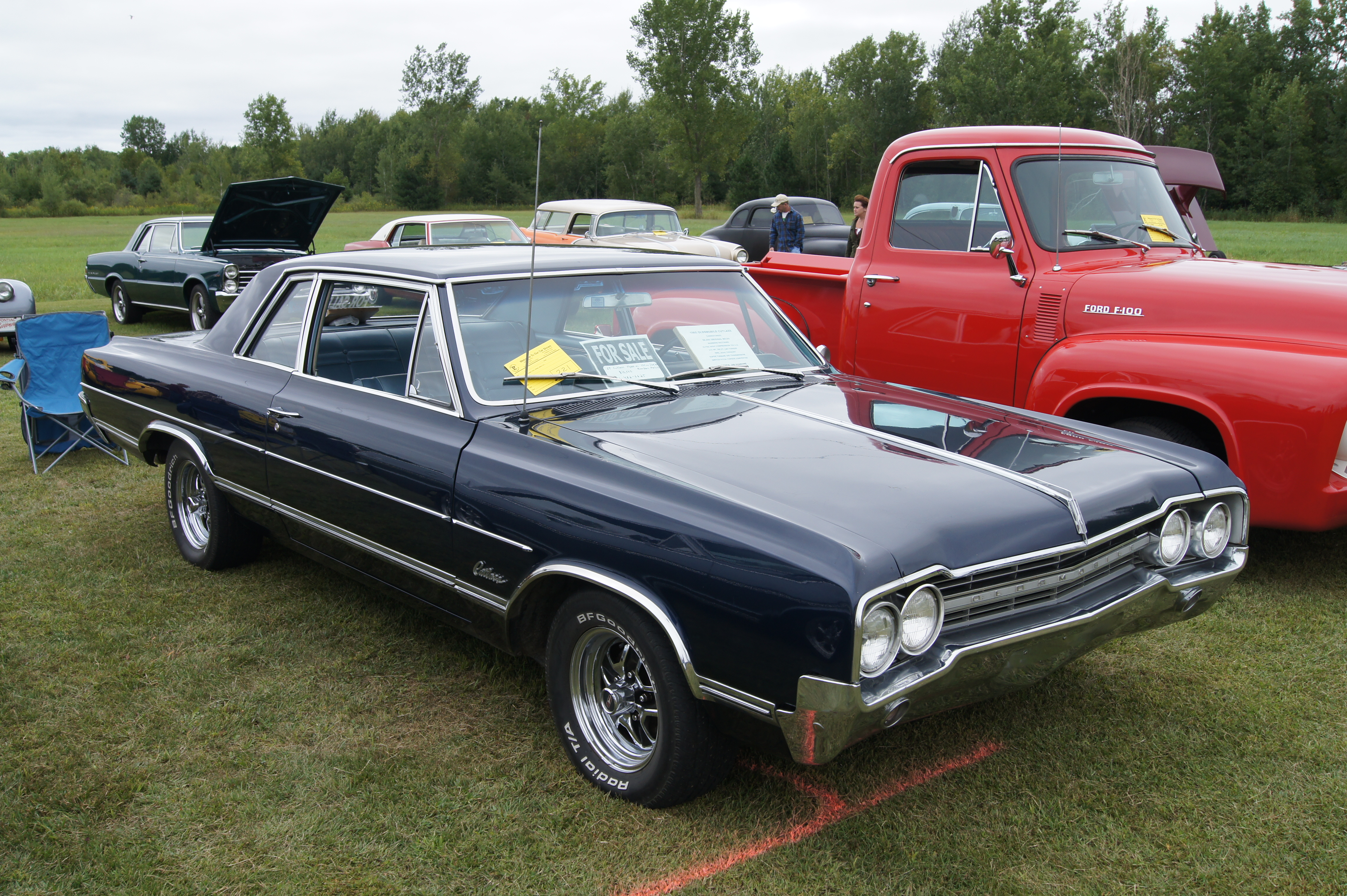
Oldsmobile Cutlass I Coupe

Oldsmobile Cutlass I został zaprezentowany po raz pierwszy w 1964 roku.
Równolegle z premierą drugiej generacji modelu F-85, Oldsmobile poszerzyło także ofertę o nową linią modelową Cutlass będącą bliźniaczą konstrukcją. W ten sposób oparty na tylnonapędowej platformie A-body samochód charakteryzował się masywną, kanciastą sylwetką z wyraźnie zaznaczonymi krawędziami błotników, podwójnymi reflektotami i chromowaną atrapą chłodnicy. Tylną część nadwozia zdobiła podłużna klapa bagażnika, a także liczne przetłoczenia i ozdobniki karoserii. 
Obszerna gama nadwoziowa składał się zarówno z wariantów sedan i kombi, jak i coupe oraz kabriolet z miękkim, składanym dachem.

### Silniki
- L6 4.1l Chevrolet
- V6 3.7l 155 KM
- V8 5.4l 230 KM
- V8 6.6l 310 KM

## Druga generacja

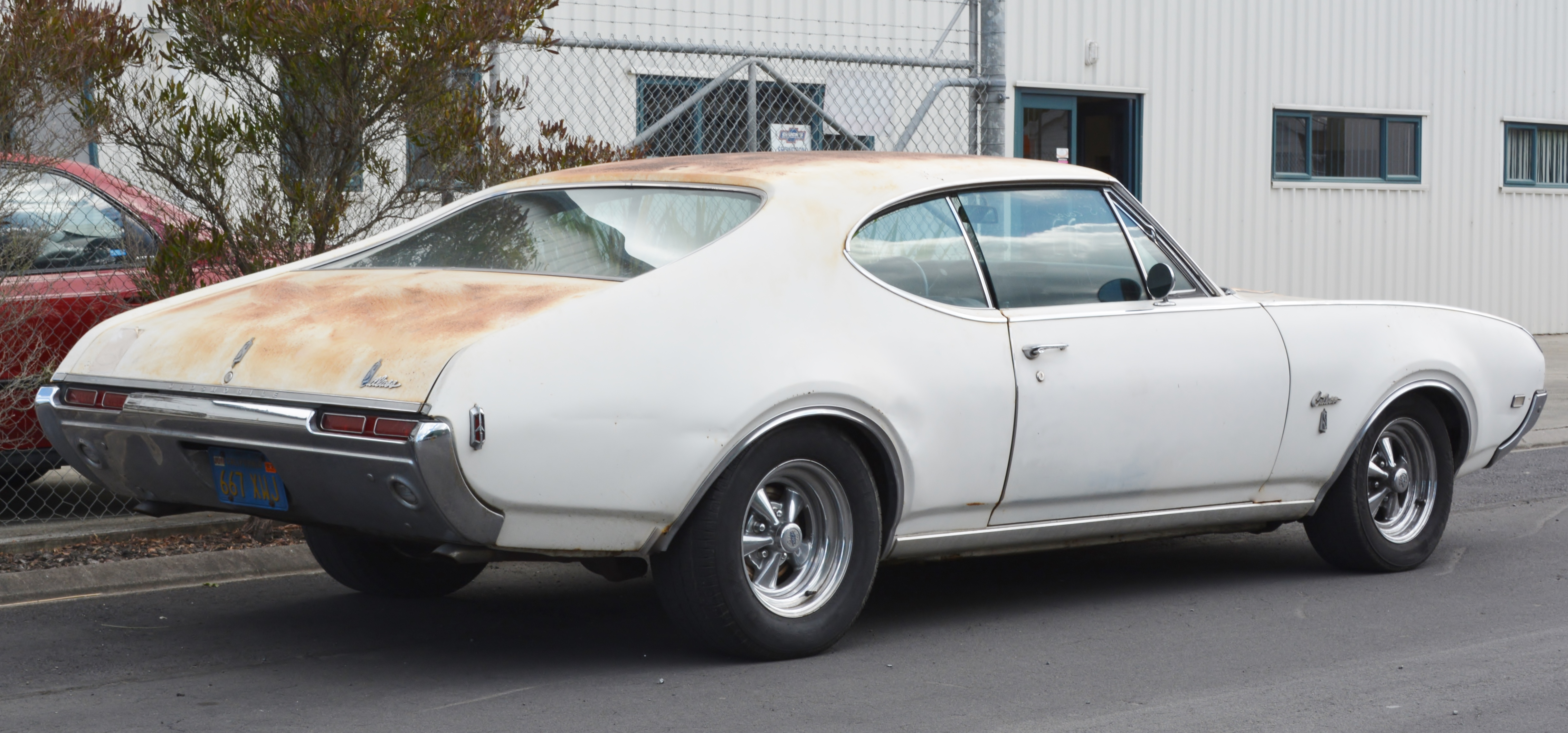
Oldsmobile Cutlass II - tył

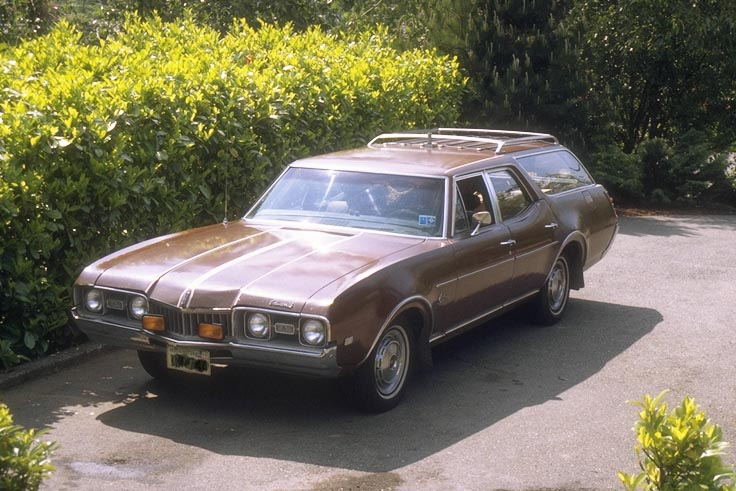
Oldsmobile Cutlass II Kombi

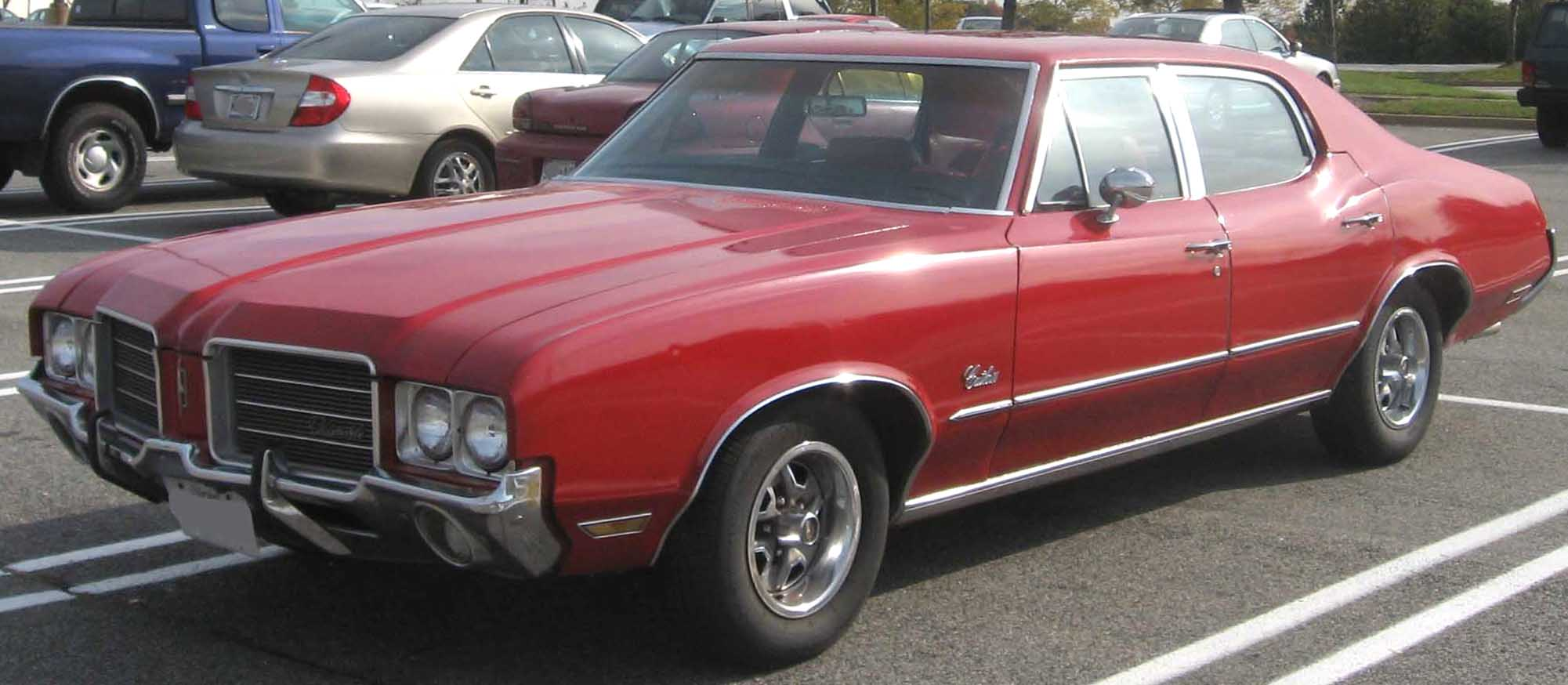
Oldsmobile Cutlass II Sedan po liftingu

Oldsmobile Cutlass II został zaprezentowany po raz pierwszy w 1968 roku.
Pod koniec lat 60. XX wieku Oldsmobile ujednoliciło swoją ofertę wyższej klasy pojazdów, zastępując i pierwszą generację Cutlassa, i linię modelową F-85 drugim wcieleniem modelu Cutlass. Samochód powstał na zmodernizowanej platformie A-body, zyskując bardziej obłą sylwetkę.
Z przodu pojawiły się charakterystycznie szeroko rozstawione, podwójne reflektory z wąską atrapą chłodnicy. Gama nadwoziowa ponownie składała się z wariantów sedan, kombi, coupe i kabriolet.

### Restylizacje
Podczas cyklu rynkowego Oldsmobile Cutlass drugiej generacji, samochód podczas każdego z lat produkcji przechodził modyfikacje wizualne. Największa restylizacja przypadła na 1970 rok, kiedy to pojawił się nowy wygląd pasa przedniego z węższymi reflektorami i większą atrapą chłodnicy.

### Silniki
- L6 4.1l
- V8 5.7l
- V8 6.6l
- V8 7.5l

## Trzecia generacja

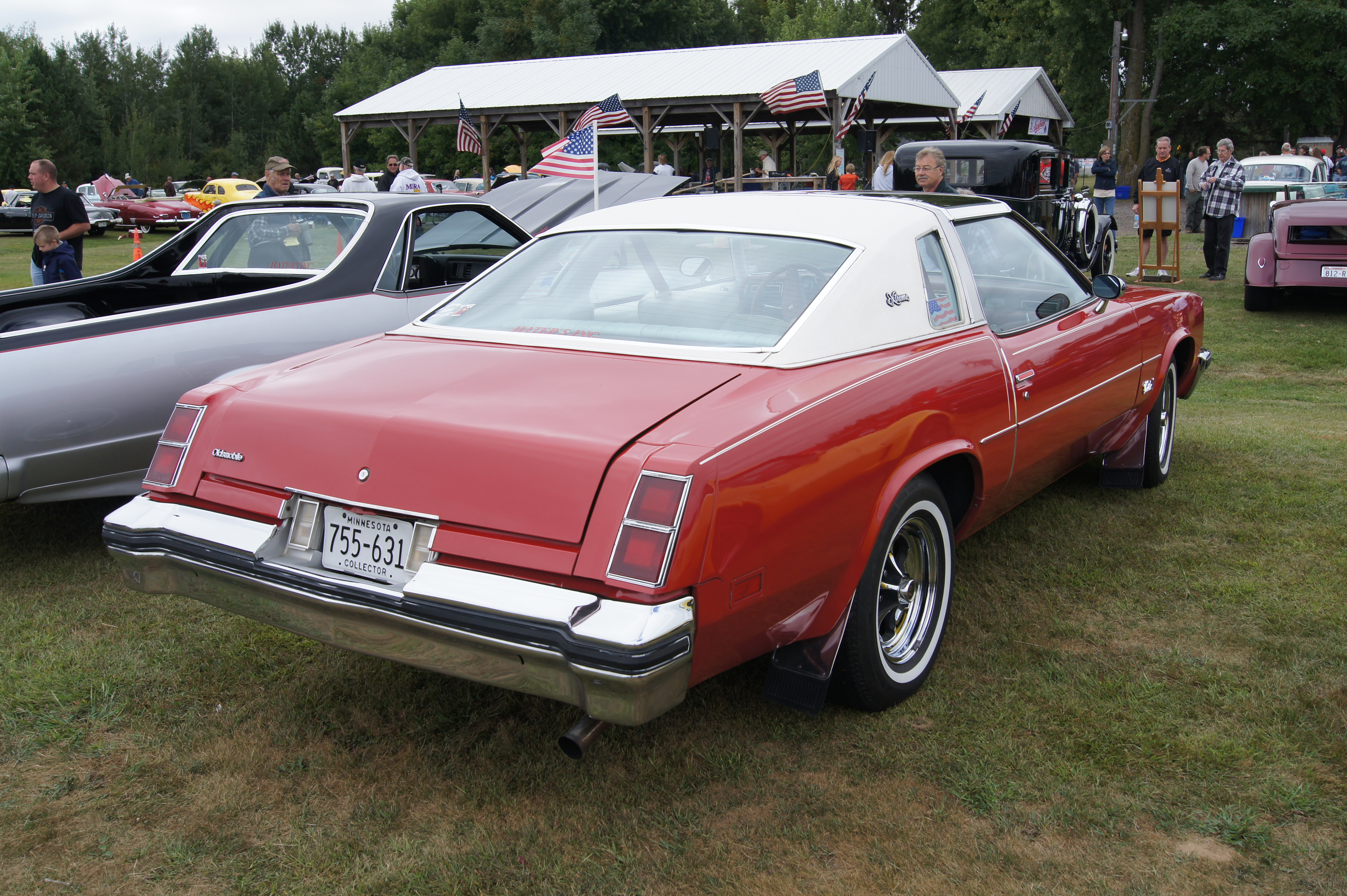
Oldsmobile Cutlass III - tył

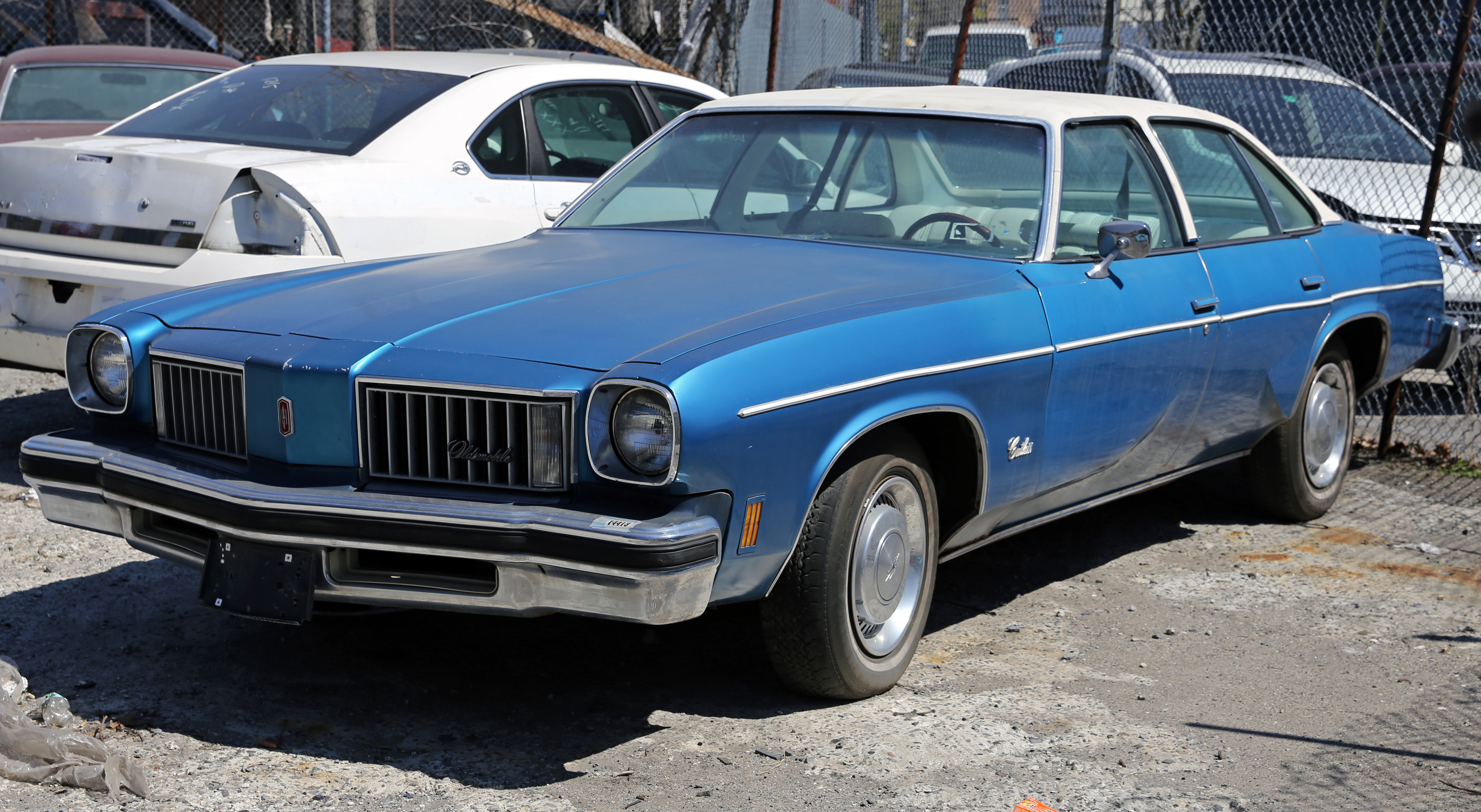
Oldsmobile Cutlass III Sedan

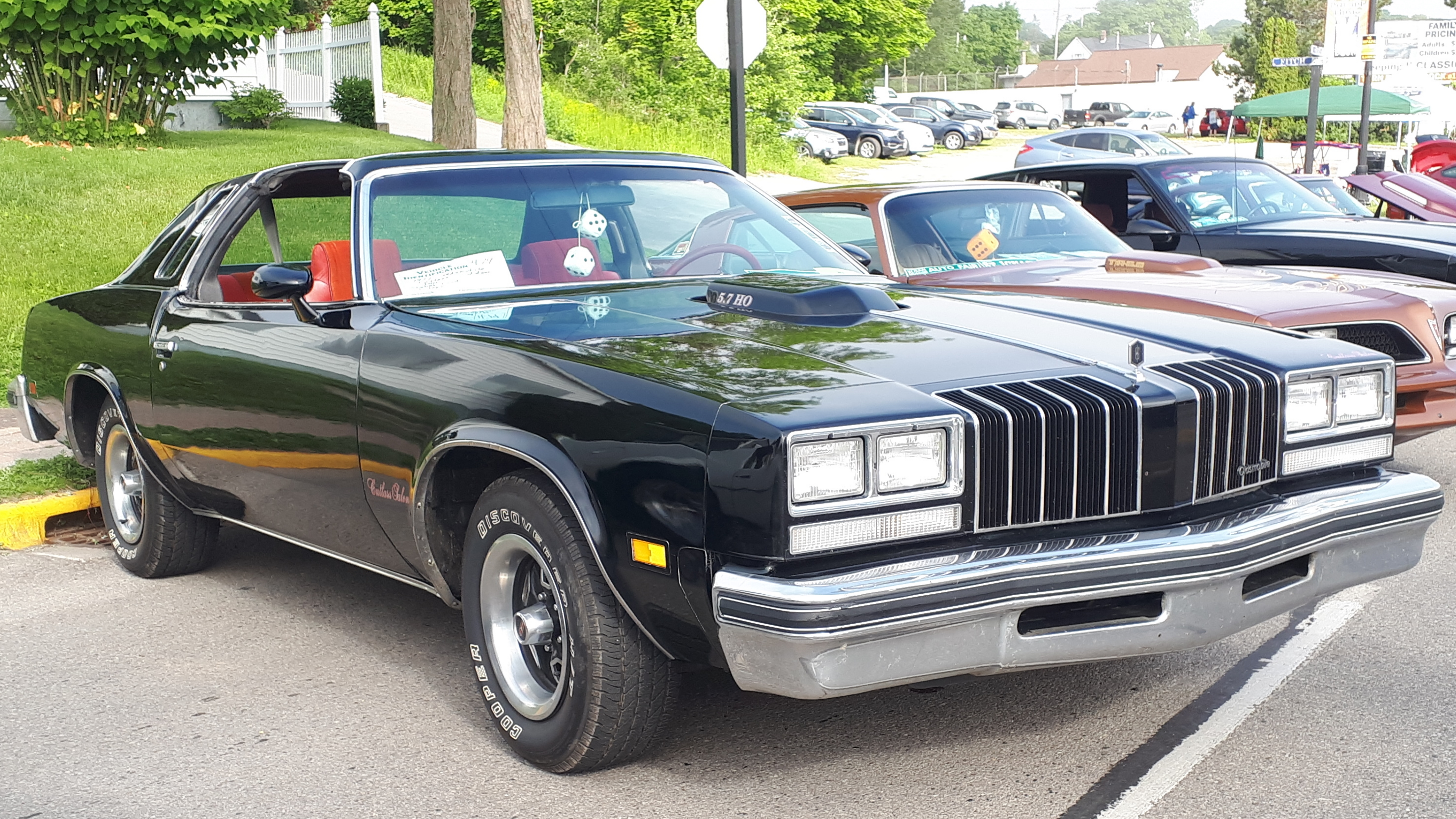
Oldsmobile Cutlass III po liftingu

Oldsmobile Cutlass III został zaprezentowany po raz pierwszy w 1973 roku.
Trzecia generacja Oldsmobile Cutlass powstała według obszernie zmodernizowanej koncepcji, zyskując bardziej obłe nadwozie utrzymane w nowych proporcjach.
Pojawiły się pojedyncze, szeroko rozstawione reflektory, a także duża, dwuczęściowa atrapa chłodnicy przedzielona w połowie szeroką poprzeczką. Tył został z kolei ścięty pod kątem, zyskując dwuczęściowe, prostokątne lampy.

### Lifting
1976 rok przyniósł obszerną restylizację nadwozia, która przyniosła głównie zmianę wyglądu pasa przedniego. Pojawiły się bardziej kanciasto zarysowane błotniki, większe, prostokątne reflektory z podwójnymi kloszami, a także charakterystyczna, zgięta w połowie atrapa chłodnicy.

### Silniki
- L6 4.1l
- V6 3.8l
- V8 4.3l
- V8 5.7l
- V8 6.6l
- V8 7.5l

## Czwarta generacja

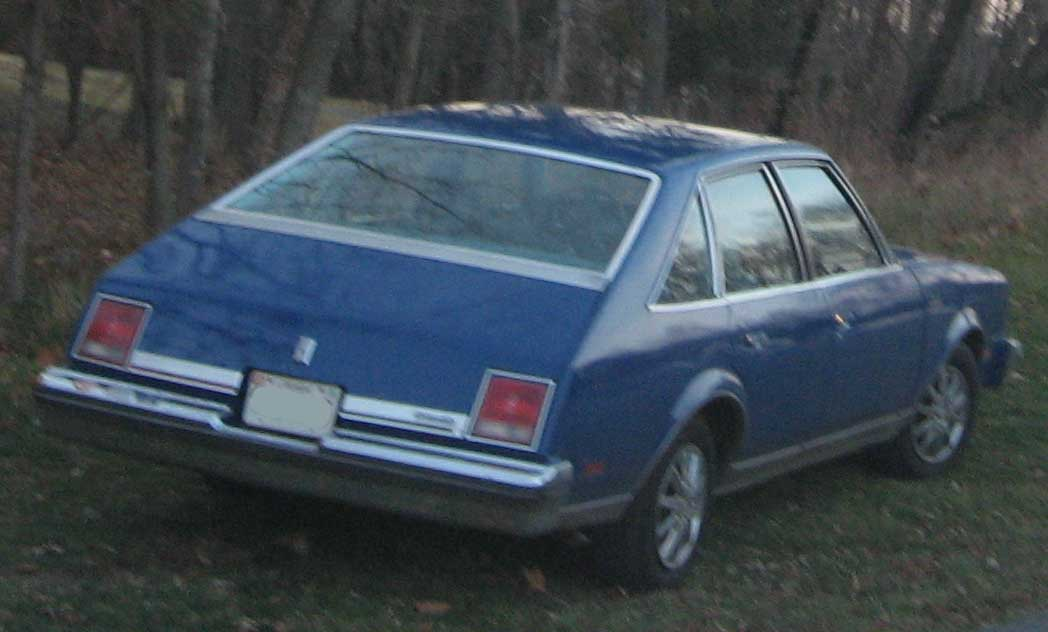
Oldsmobile Cutlass IV - tył

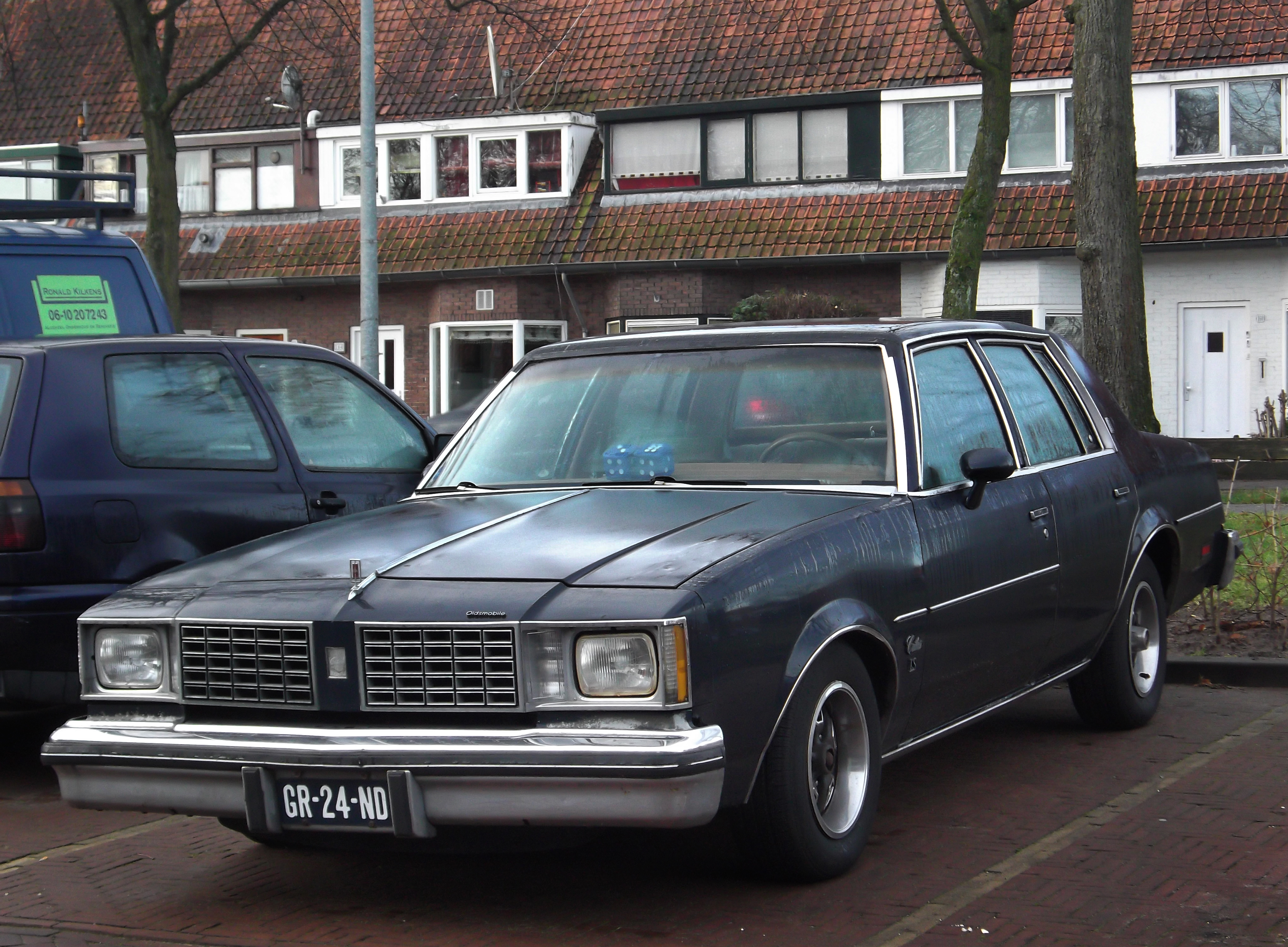
Oldsmobile Cutlass IV Sedan

Oldsmobile Cutlass IV został zaprezentowany po raz pierwszy w 1978 roku.
Czwarta i ostatnia generacja podstawowego modelu z rodziny Cutlass ponownie została opracowana na systematycznie modernizowanej platformie A-body. Samochód zyskał znacznie bardziej kanciaste kształty nadwozia, z charakterystycznymi kwadratowymi reflektorami i ponownie dwuczęściową, lecz bardziej stonowaną w formie atrapą chłodnicy.
Nowością w gamie wariantów nadwoziowych była odmiana fastback charakteryzująca się ostro ściętą tylną częścią nadwozia, która dostępna była zarówno w wariancie z jedną, jak i dwiema parami drzwi.

### Koniec produkcji i następca
Produkcja Oldsmobile Cutlass bez dodatkowych członów w nazwie zakończyła się w 1981 roku, po czym zastąpił go zupełnie nowy model tworzący rodzinę modeli Cutlass o nazwie Cutlass Ciera. 

### Silniki
- V6 3.8l Buick
- V8 4.3l Oldsmobile
- V8 4.9l Pontiac
- V8 5.0l Chevrolet
- V8 4.3l LF7 Diesel
- V8 5.7. LF9 Diesel